# A Foglalkozásukː amerikai epizódjainak listája
Ez a cikk a Foglalkozásuk: amerikai című sorozat epizódjait tartalmazza.

## Évados áttekintés
| Évad | Évad | Epizódok | Eredeti sugárzás  | Eredeti sugárzás  | Eredeti adó | Magyar sugárzás     | Magyar sugárzás    | Magyar adó |
| Évad | Évad | Epizódok | Évadpremier       | Évadfinálé        | Eredeti adó | Évadpremier         | Évadfinálé         | Magyar adó |
| ---- | ---- | -------- | ----------------- | ----------------- | ----------- | ------------------- | ------------------ | ---------- |
|      | 1    | 13       | 2013. január 30.  | 2013. május 1.    | FX          | 2015. szeptember 3. | 2015. november 26. | Cool TV    |
|      | 2    | 13       | 2014. február 26. | 2014. május 21.   | FX          | 2015. december 3.   | 2016. március 10.  | Cool TV    |
|      | 3    | 13       | 2015. január 28.  | 2015. április 22. | FX          | 2016. március 17.   | 2016. június 9.    | Cool TV    |
|      | 4    | 13       | 2016. március 16. | 2016. június 8.   | FX          | 2017. május 11.     | 2017. augusztus 3. | Cool TV    |
|      | 5    | 13       | 2017. március 7.  | 2017. május 30.   | FX          | 2020. augusztus 1.  | 2020. augusztus 1. | FOX+       |
|      | 6    | 10       | 2018. március 28. | 2018. május 30.   | FX          | 2020. augusztus 1.  | 2020. augusztus 1. | FOX+       |

## 1. évad (2013)
| Sor. | Év. | Cím                                                   | Rendező          | Író                                  | Premier                                | Nézettség   |
| ---- | --- | ----------------------------------------------------- | ---------------- | ------------------------------------ | -------------------------------------- | ----------- |
| 1.   | 1.  | Az emberrablás (Pilot)                                | Gavin O'Connor   | Joe Weisberg                         | 2013. január 30. 2015. szeptember 3.   | 3,22 millió |
| 2.   | 2.  | Az óra (The Clock)                                    | Adam Arkin       | Joe Weisberg                         | 2013. február 6. 2015. szeptember 10.  | 1,97 millió |
| 3.   | 3.  | Gregory (Gregory)                                     | Thomas Schlamme  | Joel Fields                          | 2013. február 13. 2015. szeptember 17. | 1,65 millió |
| 4.   | 4.  | A merénylet (In Control)                              | Jean de Segonzac | Joel Fields és Joe Weisberg          | 2013. február 20. 2015. szeptember 24. | 1,91 millió |
| 5.   | 5.  | A kód (COMINT)                                        | Holly Dale       | Melissa James Gibson                 | 2013. február 27. 2015. október 1.     | 1,44 millió |
| 6.   | 6.  | Elrabolva (Trust Me)                                  | Daniel Sackheim  | Sneha Koorse                         | 2013. március 6. 2015. október 8.      | 1,88 millió |
| 7.   | 7.  | A lengyel kapcsolat (Duty and Honor)                  | Alex Chapple     | Joshua Brand                         | 2013. március 13. 2015. október 15.    | 1,70 millió |
| 8.   | 8.  | Küldetés felfüggesztve (Mutually Assured Destruction) | Bill Johnson     | Joel Fields és Joe Weisberg          | 2013. március 20. 2015. október 22.    | 1,65 millió |
| 9.   | 9.  | Likvidálás (Safe House)                               | Jim McKay        | Joshua Brand                         | 2013. április 3. 2015. október 29.     | 1,38 millió |
| 10.  | 10. | A gyűrű (Only You)                                    | Adam Arkin       | Bradford Winters                     | 2013. április 10. 2015. november 5.    | 1,50 millió |
| 11.  | 11. | Zsukov (Covert War)                                   | Nicole Kassell   | Joshua Brand és Melissa James Gibson | 2013. április 17. 2015. november 12.   | 1,81 millió |
| 12.  | 12. | Az eskü (The Oath)                                    | John Dahl        | Joshua Brand és Melissa James Gibson | 2013. április 24. 2015. november 19.   | 1,49 millió |
| 13.  | 13. | Az ezredes (The Colonel)                              | Adam Arkin       | Joel Fields és Joe Weisberg          | 2013. május 1. 2015. november 26.      | 1,74 millió |

## 2. évad (2014)
| Sor. | Év. | Cím                                 | Rendező            | Író                                                                          | Premier                              | Nézettség   |
| ---- | --- | ----------------------------------- | ------------------ | ---------------------------------------------------------------------------- | ------------------------------------ | ----------- |
| 14.  | 1.  | Bajtársak (Comrades)                | Thomas Schlamme    | Joel Fields és Joe Weisberg                                                  | 2014. február 26. 2015. december 3.  | 1,90 millió |
| 15.  | 2.  | Kedves ellenség (Cardinal)          | Daniel Sackheim    | Joel Fields és Joe Weisberg                                                  | 2014. március 5. 2015. december 10.  | 1,46 millió |
| 16.  | 3.  | Titkos háttérakció (The Walk In)    | Constantine Makris | Stuart Zicherman                                                             | 2014. március 12. 2015. december 17. | 1,27 millió |
| 17.  | 4.  | Kis éji zene (A Little Night Music) | Lodge Kerrigan     | Stephen Schiff                                                               | 2014. március 19. 2016. január 7.    | 1,39 millió |
| 18.  | 5.  | Fogolycsere (The Deal)              | Dan Attias         | Angelina Burnett                                                             | 2014. március 26. 2016. január 14.   | 1,36 millió |
| 19.  | 6.  | Vörös ajtó (Behind the Red Door)    | Charlotte Sieling  | Melissa James Gibson                                                         | 2014. április 2. 2016. január 21.    | 1,21 millió |
| 20.  | 7.  | Hazugságvizsgálat (Arpanet)         | Kevin Dowling      | Joshua Brand                                                                 | 2014. április 9. 2016. január 28.    | 1,18 millió |
| 21.  | 8.  | Akció a támaszponton (New Car)      | John Dahl          | Peter Ackerman                                                               | 2014. április 16. 2016. február 4.   | 1,39 millió |
| 22.  | 9.  | A hadművelet (Martial Eagle)        | Alik Sakharov      | Történet: Oliver North és Tracey Scott Wilson Tévéjáték: Tracey Scott Wilson | 2014. április 23. 2016. február 11.  | 1,37 millió |
| 23.  | 10. | Szerepcsere (Yousaf)                | Stefan Schwartz    | Stephen Schiff és Stuart Zicherman                                           | 2014. április 30. 2016. február 18.  | 1,27 millió |
| 24.  | 11. | A lopakodó (Stealth)                | Gregory Hoblit     | Joshua Brand                                                                 | 2014. május 7. 2016. február 25.     | 1,12 millió |
| 25.  | 12. | Az ultimátum (Operation Chronicle)  | Andrew Bernstein   | Joel Fields és Joe Weisberg                                                  | 2014. május 14. 2016. március 3.     | 1,27 millió |
| 26.  | 13. | A megtévesztés mestere (Echo)       | Daniel Sackheim    | Joel Fields és Joe Weisberg                                                  | 2014. május 21. 2016. március 10.    | 1,29 millió |

## 3. évad (2015)
| Sor. | Év. | Cím                                                        | Rendező             | Író                                   | Premier                             | Nézettség   |
| ---- | --- | ---------------------------------------------------------- | ------------------- | ------------------------------------- | ----------------------------------- | ----------- |
| 27.  | 1.  | Az afgán lista (EST Men)                                   | Daniel Sackheim     | Joel Fields és Joe Weisberg           | 2015. január 28. 2016. március 17.  | 1,90 millió |
| 28.  | 2.  | A bőrönd (Baggage)                                         | Daniel Sackheim     | Joel Fields és Joe Weisberg           | 2015. február 4. 2016. március 24.  | 0,92 millió |
| 29.  | 3.  | A legsebezhetőbb (Open House)                              | Thomas Schlamme     | Stuart Zicherman                      | 2015. február 11. 2016. március 31. | 1,02 millió |
| 30.  | 4.  | Spangli (Dimebag)                                          | Thomas Schlamme     | Peter Ackerman                        | 2015. február 18. 2016. április 7.  | 0,97 millió |
| 31.  | 5.  | Fogolycsere (Salang Pass)                                  | Kevin Dowling       | Stephen Schiff                        | 2015. február 25. 2016. április 14. | 0,81 millió |
| 32.  | 6.  | Új élet (Born Again)                                       | Kevin Dowling       | Tracey Scott Wilson                   | 2015. március 4. 2016. április 21.  | 0,93 millió |
| 33.  | 7.  | A poloska (Walter Taffet)                                  | Noah Emmerich       | Lara Shapiro                          | 2015. március 11. 2016. április 28. | 1,22 millió |
| 34.  | 8.  | Az álarc mögött (Divestment)                               | Dan Attias          | Joshua Brand                          | 2015. március 18. 2016. május 5.    | 1,13 millió |
| 35.  | 9.  | A fejvadász (Do Mail Robots Dream of Electric Sheep?)      | Stephen Williams    | Joshua Brand                          | 2015. március 25. 2016. május 12.   | 0,99 millió |
| 36.  | 10. | A vallomás (Stingers)                                      | Larysa Kondracki    | Joel Fields és Joe Weisberg           | 2015. április 1. 2016. május 19.    | 0,90 millió |
| 37.  | 11. | Hazugságok tengere (One Day in the Life of Anton Baklanov) | Andrew Bernstein    | Stephen Schiff és Tracey Scott Wilson | 2015. április 8. 2016. május 26.    | 1,04 millió |
| 38.  | 12. | Váratlan látogató (I Am Abassin Zadran)                    | Christopher Misiano | Peter Ackerman és Stuart Zicherman    | 2015. április 15. 2016. június 2.   | 0,98 millió |
| 39.  | 13. | Berlini randevú (March 8, 1983)                            | Daniel Sackheim     | Joel Fields és Joe Weisberg           | 2015. április 22. 2016. június 9.   | 1,22 millió |

## 4. évad (2016)
| Sor. | Év. | Cím                                                                           | Rendező         | Író                         | Premier                            | Nézettség   |
| ---- | --- | ----------------------------------------------------------------------------- | --------------- | --------------------------- | ---------------------------------- | ----------- |
| 40.  | 1.  | Biológiai fegyver (Glanders)                                                  | Thomas Schlamme | Joel Fields és Joe Weisberg | 2016. március 16. 2017. május 11.  | 1,11 millió |
| 41.  | 2.  | Nina levele (Pastor Tim)                                                      | Chris Long      | Joel Fields és Joe Weisberg | 2016. március 23. 2017. május 18.  | 0,93 millió |
| 42.  | 3.  | A mi Amerikánk (Experimental Prototype City of Tomorrow)                      | Kevin Dowling   | Stephen Schiff              | 2016. március 30. 2017. május 25.  | 0,82 millió |
| 43.  | 4.  | Halálra ítélve (Chloramphenicol)                                              | Stefan Schwartz | Tracey Scott Wilson         | 2016. április 6. 2017. június 1.   | 1,04 millió |
| 44.  | 5.  | A figyelmeztetés (Clark's Place)                                              | Noah Emmerich   | Peter Ackerman              | 2016. április 13. 2017. június 8.  | 0,89 millió |
| 45.  | 6.  | Bizalom nélkül (The Rat)                                                      | Kari Skogland   | Joshua Brand                | 2016. április 20. 2017. június 15. | 0,90 millió |
| 46.  | 7.  | Elárulva (Travel Agents)                                                      | Dan Attias      | Tanya Barfield              | 2016. április 27. 2017. június 22. | 0,90 millió |
| 47.  | 8.  | Mélypont (The Magic of David Copperfield V: The Statue of Liberty Disappears) | Matthew Rhys    | Stephen Schiff              | 2016. május 4. 2017. június 29.    | 1,02 millió |
| 48.  | 9.  | Másnap (The Day After)                                                        | Daniel Sackheim | Tracey Scott Wilson         | 2016. május 11. 2017. július 6.    | 0,90 millió |
| 49.  | 10. | A thaiföldi nyaralás (Munchkins)                                              | Steph Green     | Peter Ackerman              | 2016. május 18. 2017. július 13.   | 0,82 millió |
| 50.  | 11. | Vacsora hét személyre (Dinner for Seven)                                      | Nicole Kassell  | Joshua Brand                | 2016. május 25. 2017. július 20.   | 0,81 millió |
| 51.  | 12. | A poloska (A Roy Rogers in Franconia)                                         | Chris Long      | Joel Fields és Joe Weisberg | 2016. június 1. 2017. július 27.   | 0,93 millió |
| 52.  | 13. | Az amerikai álom (Persona Non Grata)                                          | Chris Long      | Joel Fields és Joe Weisberg | 2016. június 8. 2017. augusztus 3. | 0,77 millió |

## 5. évad (2017)
| Sor. | Év. | Cím                                                      | Rendező               | Író                         | Premier                              | Nézettség   |
| ---- | --- | -------------------------------------------------------- | --------------------- | --------------------------- | ------------------------------------ | ----------- |
| 53.  | 1.  | Borostyán hullámok (Amber Waves)                         | Chris Long            | Joel Fields és Joe Weisberg | 2017. március 7. 2020. augusztus 1.  | 0,93 millió |
| 54.  | 2.  | Kártevők (Pests)                                         | Chris Long            | Joel Fields és Joe Weisberg | 2017. március 14. 2020. augusztus 1. | 0,94 millió |
| 55.  | 3.  | Szúnyogok (The Midges)                                   | Stefan Schwartz       | Tracey Scott Wilson         | 2017. március 21. 2020. augusztus 1. | 0,80 millió |
| 56.  | 4.  | Mi a baj Kansasszel? (What's the Matter with Kansas?)    | Gwyneth Horder-Payton | Peter Ackerman              | 2017. március 28. 2020. augusztus 1. | 0,89 millió |
| 57.  | 5.  | Lotus 1-2-3 (Lotus 1-2-3)                                | Noah Emmerich         | Joshua Brand                | 2017. április 4. 2020. augusztus 1.  | 0,70 millió |
| 58.  | 6.  | Keresztezés (Crossbreed)                                 | Roxann Dawson         | Stephen Schiff              | 2017. április 11. 2020. augusztus 1. | 0,71 millió |
| 59.  | 7.  | Az Emberi Jogi Bizottság (The Committee on Human Rights) | Matthew Rhys          | Hilary Bettis               | 2017. április 18. 2020. augusztus 1. | 0,79 millió |
| 60.  | 8.  | Elmélyülés (Immersion)                                   | Kevin Bray            | Tracey Scott Wilson         | 2017. április 25. 2020. augusztus 1. | 0,76 millió |
| 61.  | 9.  | Ihop (IHOP)                                              | Dan Attias            | Peter Ackerman              | 2017. május 2. 2020. augusztus 1.    | 0,68 millió |
| 62.  | 10. | Sötét szoba (Darkroom)                                   | Sylvain White         | Stephen Schiff              | 2017. május 9. 2020. augusztus 1.    | 0,61 millió |
| 63.  | 11. | Dyatkovo (Dyatkovo)                                      | Steph Green           | Joshua Brand                | 2017. május 16. 2020. augusztus 1.   | 0,62 millió |
| 64.  | 12. | Az Egyházak Világtanács (The World Council of Churches)  | Nicole Kassell        | Joel Fields és Joe Weisberg | 2017. május 23. 2020. augusztus 1.   | 0,66 millió |
| 65.  | 13. | A szovjet részleg (The Soviet Devision)                  | Chris Long            | Joel Fields és Joe Weisberg | 2017. május 30. 2020. augusztus 1.   | 0,77 millió |

## 6. évad (2018)
| Sor. | Év. | Cím                                                | Rendező         | Író                                 | Premier                              | Nézettség   |
| ---- | --- | -------------------------------------------------- | --------------- | ----------------------------------- | ------------------------------------ | ----------- |
| 66.  | 1.  | Holt kéz (Dead Hand)                               | Chris Long      | Joel Fields és Joe Weisberg         | 2018. március 28. 2020. augusztus 1. | 0,64 millió |
| 67.  | 2.  | Csajkovszkij (Tchaikovsky)                         | Matthew Rhys    | Joel Fields és Joe Weisberg         | 2018. április 4. 2020. augusztus 1.  | 0,62 millió |
| 68.  | 3.  | Városi forgalomtervezés (Urban Transport Planning) | Dan Attias      | Tracey Scott Wilson                 | 2018. április 11. 2020. augusztus 1. | 0,71 millió |
| 69.  | 4.  | Mr. és Mrs. Teacup (Mr. and Mrs. Teacup)           | Roxann Dawson   | Peter Ackerman                      | 2018. április 18. 2020. augusztus 1. | 0,57 millió |
| 70.  | 5.  | A nagy hazafias háború (The Great Patriotic War)   | Thomas Schlamme | Hilary Bettis                       | 2018. április 25. 2020. augusztus 1. | 0,54 millió |
| 71.  | 6.  | Rififi a férfiak közt (Rififi)                     | Kevin Bray      | Stephen Schiff és Justin Weinberger | 2018. május 2. 2020. augusztus 1.    | 0,61 millió |
| 72.  | 7.  | Aratás (Harvest)                                   | Stefan Schwartz | Sarah Nolen                         | 2018. május 9. 2020. augusztus 1.    | 0,67 millió |
| 73.  | 8.  | A csúcstalálkozó (The Summit)                      | Sylvain White   | Joshua Brand                        | 2018. május 16. 2020. augusztus 1.   | 0,62 millió |
| 74.  | 9.  | Elizabeth Jennings (Jennings, Elizabeth)           | Chris Long      | Joel Fields és Joe Weisberg         | 2018. május 23. 2020. augusztus 1.   | 0,73 millió |
| 75.  | 10. | Kezdet (START)                                     | Chris Long      | Joel Fields és Joe Weisberg         | 2018. május 30. 2020. augusztus 1.   | 0,92 millió |